# Yellow Cab Manufacturing Company

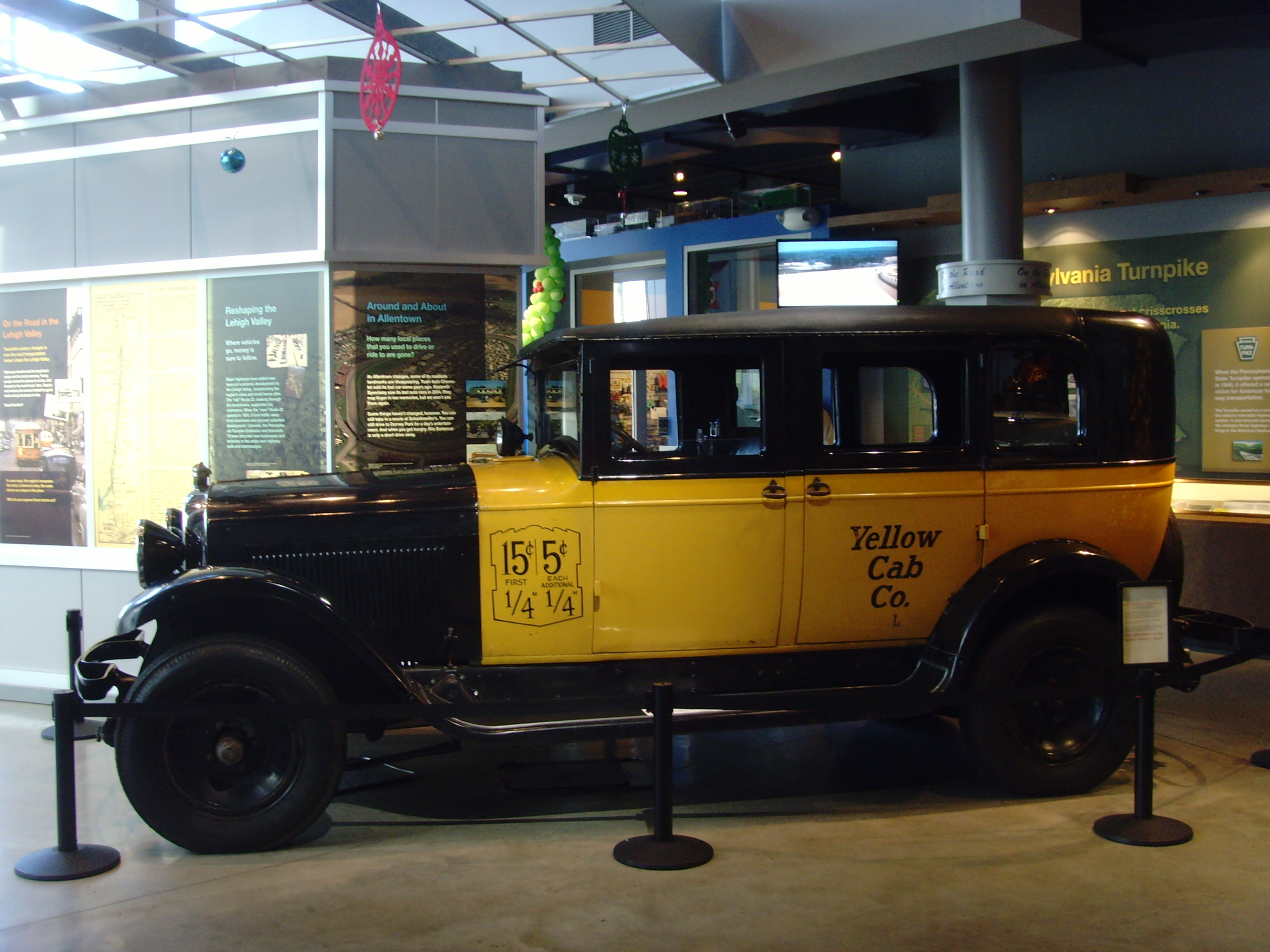
Taxi gebaut von der "Yellow Cab Co." (1930)

Yellow Cab Manufacturing Company war ein US-amerikanischer Hersteller von Automobilen.

## Unternehmensgeschichte
John Daniel Hertz gründete 1915 das Unternehmen mit Sitz in Chicago in Illinois. 1921 wurde die Walden W. Shaw Livery Company aus der gleichen Stadt übernommen. Damit begann die Produktion von Automobilen. Der Markenname lautete bis 1925 Ambassador sowie von 1924 bis 1927 Hertz, außerdem von 1915 bis 1929 Yellow und von 1930 bis 1938 General Motors Cab. 1925 übernahm General Motors das Unternehmen. 1928 wurde der Sitz nach Pontiac in Michigan verlegt.

## Fahrzeuge

### Markenname Ambassador
1921 erschien das Model R und stand bis 1923 im Sortiment. Ein Sechszylindermotor von Continental mit 75 PS Leistung trieb die Fahrzeuge an. Der Radstand betrug 345 cm. Zur Wahl standen ein zweisitziger Roadster, ein sportlich ausgelegter Tourenwagen mit vier Sitzen, ein weiterer Tourenwagen mit sieben Sitzen sowie zwei verschiedene siebensitzige Limousinen. Viele Fahrzeuge wurden als Taxis eingesetzt.
1924 folgte das kleinere Model D-1. Der Radstand betrug nur 290 cm. Der Sechszylindermotor leistete 25 PS. Erhältlich waren Limousine und Tourenwagen. Gedacht war das Fahrzeug als Leihwagen.

### Markenname Hertz
Das einzige Modell entsprach dem letzten Ambassador. Hiervon entstanden 51 Fahrzeuge im Jahre 1924, 1672 Fahrzeuge im Folgejahr, 2303 Fahrzeuge im darauf folgenden Jahr und 35 im letzten Produktionsjahr.

### Markenname Yellow
Dies waren ebenfalls Taxis. Ab 1929 kamen die Motoren von Buick.

### Markenname General Motors Cab
Die Taxis erhielten ab 1936 Motoren von Chevrolet.